# ملفين ودوارد
ملفين ودوارد هو سياسي كندي، ولد في 23 أغسطس 1933، وتوفي في 16 مارس 2015.